# Raión de Spas-Démensk
El raión de Spas-Démensk (ruso: Спас-Де́менский райо́н) es un distrito administrativo y municipal (raión) ruso perteneciente a la óblast de Kaluga. Se ubica en el oeste de la óblast. Su capital es Spas-Démensk.
En 2021, el raión tenía una población de 7369 habitantes.
El raión limita al norte y oeste con la óblast de Smolensk.
Antes de la creación de la actual óblast de Kaluga en 1944, el raión de Spas-Démensk formaba parte de la óblast de Smolensk.

## Subdivisiones
Comprende la ciudad de Spas-Démensk (la capital), que forma un ayuntamiento urbano sin pedanías, y 128 localidades rurales. Estas últimas se agrupan en los siguientes doce asentamientos rurales:
- Aldea Bolvá
- Aldea Nesterý
- Aldea Ponizovye
- Aldea Snópot
- Aldea Staiki
- Aldea Téplovo
- Pueblo Budnianski
- Pueblo Lazinki
- Pueblo Liubun
- Pueblo Pavlínovo
- Pueblo Chipliayevo
- Jútor Novoaleksándrovski